# Брекенридж (Техас)
Брекенридж (англ. Breckenridge) — місто (англ. city) в США, в окрузі Стівенс штату Техас. Населення — 5187 осіб (2020).

## Географія
Брекенридж розташований за координатами 32°45′24″ пн. ш. 98°54′43″ зх. д. / 32.75667° пн. ш. 98.91194° зх. д. (32.756754, -98.911862). За даними Бюро перепису населення США в 2010 році місто мало площу 10,79 км², з яких 10,78 км² — суходіл та 0,01 км² — водойми.

## Демографія
Згідно з переписом 2010 року, у місті мешкало 5780 осіб у 2221 домогосподарстві у складі 1482 родин. Густота населення становила 536 осіб/км². Було 2704 помешкання (251/км²).
Расовий склад населення:
| - 81,3 % — білих - 2,2 % — чорних або афроамериканців - 0,6 % — корінних американців - 0,3 % — азіатів - 13,4 % — осіб інших рас |

До двох чи більше рас належало 2,3 %. Частка іспаномовних становила 28,1 % від усіх жителів.
За віковим діапазоном населення розподілялося таким чином: 29,2 % — особи молодші 18 років, 56,2 % — особи у віці 18—64 років, 14,6 % — особи у віці 65 років та старші. Медіана віку мешканця становила 34,5 року. На 100 осіб жіночої статі у місті припадало 95,1 чоловіків; на 100 жінок у віці від 18 років та старших — 90,1 чоловіків також старших 18 років.
Середній дохід на одне домашнє господарство становив 49 083 долари США (медіана — 37 571), а середній дохід на одну сім'ю — 56 393 долари (медіана — 44 651). Медіана доходів становила 41 615 доларів для чоловіків та 26 767 доларів для жінок. За межею бідності перебувало 28,0 % осіб, у тому числі 43,1 % дітей у віці до 18 років та 12,0 % осіб у віці 65 років та старших.
Цивільне працевлаштоване населення становило 2246 осіб. Основні галузі зайнятості: освіта, охорона здоров'я та соціальна допомога — 21,6 %, сільське господарство, лісництво, риболовля — 14,9 %, роздрібна торгівля — 13,5 %.

## Персоналії
- Дін Сміт (* 1932) — американський легкоатлет.